# Alfred Walcher von Molthein

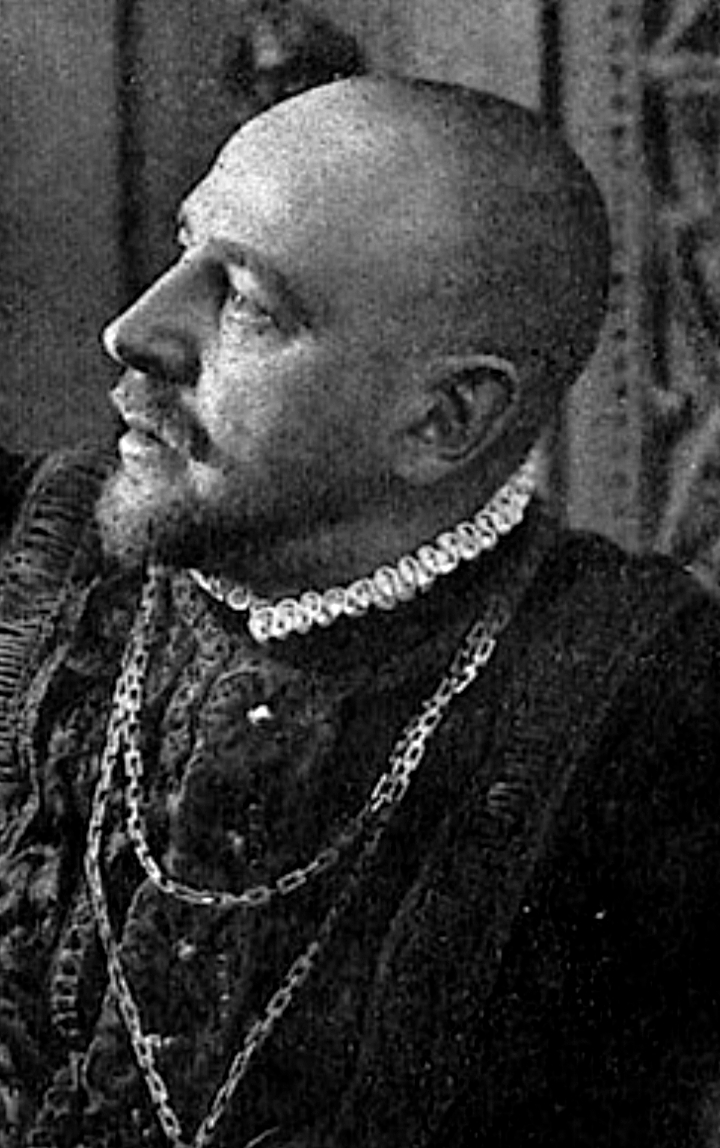
Alfred Walcher Ritter von Molthein um 1900 im Historienkostüm eines Edelmanns der Renaissance

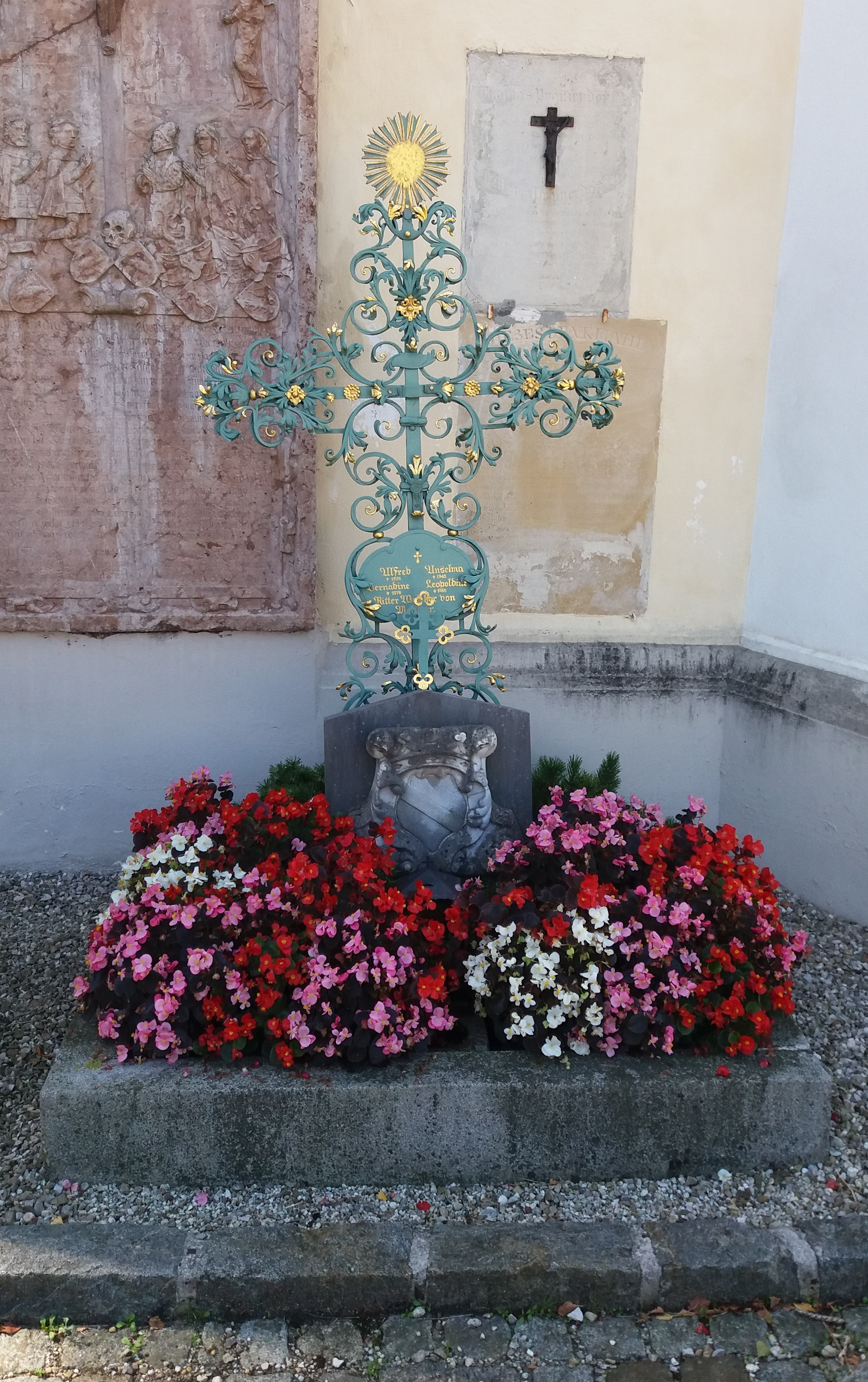
Grabstätte von Alfred Walcher von Molthein auf dem Friedhof der Pfarrkirche Pram

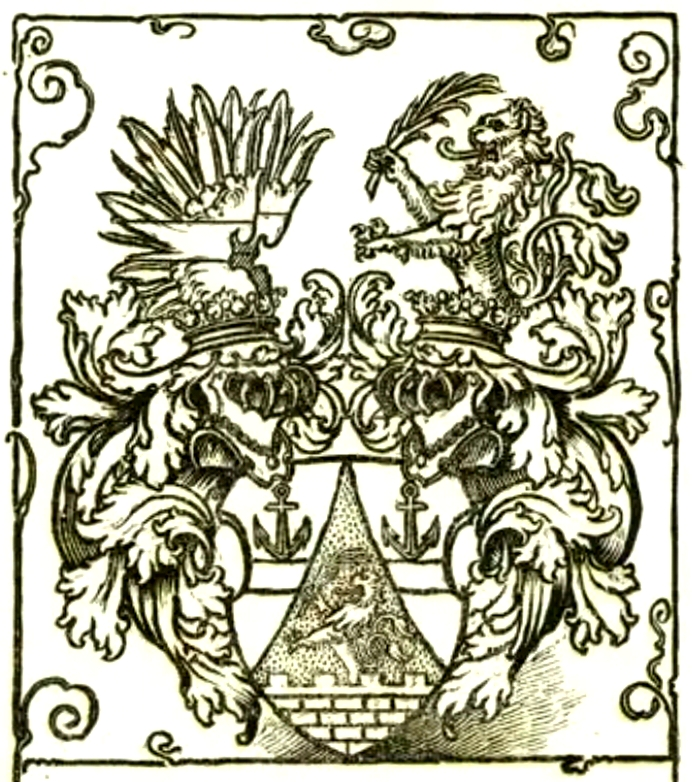
Wappen-Exlibris des Alfred Ritter Walcher von Molthein, gezeichnet von Ernst Krahl

Karl Alfred Walcher Ritter von Molthein (* 21. März 1867 in Palermo; † 13. Dezember 1928 in Ried im Innkreis) war ein österreichischer Kunsthistoriker und Kunstsammler.

## Leben
Er war ein Sohn des Diplomaten Leopold Walcher von Molthein (1824–1911) und Bruder des Architekten Humbert Walcher von Molthein (1865–1926). Für den diplomatischen Dienst vorgesehen, besuchte er zunächst das Theresianum in Wien und studierte dann 1888 bis 1890 Jura an der Universität Wien. Er brach sein Studium jedoch ab und wandte sich der Kunstgeschichte zu. 1893 begann er mit dem Aufbau seiner Sammlungen, vor allem Kleinplastik und Keramik, und wurde so zum Spezialisten für mittelalterliche Kunstgeschichte und Kunsthandwerk, insbesondere die Renaissancekeramik. 1902 bis 1914 arbeitete er als Kustos der Sammlungen von Johann Nepomuk Graf Wilczek. Während des Ersten Weltkrieges wurde er vom Kriegsministerium mit der Leitung des Kunstschutzes beauftragt und Leiter der Kunstabteilung der Metallaufbringungssammlung. 1915 wurde er Ritter des Franz-Joseph-Ordens. 1917 erwarb er das Schloss Feldegg, dass er wiederaufbaute und bis zu seinem Tode als Sommersitz bewohnte.
1893 heiratete er Anselma, geb. Welzl von Wellenheim (1866–1945), aus dieser Ehe ging der Sohn Johann Georg Walcher von Molthein (1903–1969) und die  Töchter Bernhardine (1898–1978) und Leopoldine (1902–1985) hervor.
Alfred, Anselma, Bernhardine und Leopoldine Walcher von Molthein sind bestattet auf dem Friedhof der Pfarrkirche Pram.

## Veröffentlichungen (Auswahl)
- Bunte Hafnerkeramik der Renaissance in den österreichischen Ländern Österreich ob der Enns und Salzburg; unter besonderer Berücksichtigung ihrer Beziehungen zu den gleichzeitigen Arbeiten der Nürnberger Hafner. Wien 1906 (Digitalisat).
- Das Zinngießerhandwerk der Stadt Salzburg. Salzburg 1910.
- Der Renaissancefund von Poysdorf. Wien 1914.
- (Hrsg.): Burg Kreuzenstein an der Donau. Wien 1914.

## Versteigerungskataloge seiner Sammlung
- Deutsche Keramik der Renaissance. Sammlung Alfred Walcher R. v. Molthein in Wien. Auktion am 29. event. noch 30. März 1906. Dorotheum, Wien 1906 (Digitalisat).
- Sammlung Alfred Ritter Walcher von Molthein. Deutsche Keramik des XV. bis XIX. Jahrhunderts, sowie Töpferarbeiten aus den angrenzenden slawischen Sprachgebieten. Versteigerung 10. Dezember 1917 und die darauffolgenden Tage. C. J. Wawra, Wien 1917 (mit Lebenslauf und Teilverzeichnis seiner Schriften; Digitalisat).
- Die Plakettensammlung Alfred Walcher Ritter von Molthein, Wien. Italienische, spanische, deutsche, niederländische, französische Arbeiten des 15.–18. Jahrh. Versteigerung in der Galerie Hugo Helbing, München, 17., 18. Mai 1926. Eingel. u. bearb. von Max Bernhart. Helbing, München 1926 (Digitalisat).
- Nachlass Alfred Ritter Walcher von Molthein, Wien. Gemälde alter Meister, Antiquitäten; eine Kunstbibliothek (zirka 3000 Bände); Werke aus dem Gebiete der Kunstgeschichte und des Kunstgewerbes …; Nachlass des österr. Diplomaten Exz. v. F.: Gemälde alter und neuerer Meister, antikes Kunstmobiliar, Antiquitäten, Silber, Teppiche usw. Versteigerung: 27. bis einschließlich 29. Mai und 31. Mai 1929. Auktionshaus Albert Kende, Wien Wien 1929 (Digitalisat).